# Чемпіонат світу з плавання на короткій воді 2021
Чемпіонат світу з плавання на короткій воді 2021 пройшов з 16-го по 21-ше грудня 2021 року.

## Медальний залік
*   Країна-господарка ( ОАЕ)
| Місце                | Країна               | Золото | Срібло | Бронза | Загалом |
| -------------------- | -------------------- | ------ | ------ | ------ | ------- |
| 1                    | США                  | 9      | 9      | 12     | 30      |
| 2                    | Канада               | 7      | 6      | 2      | 15      |
| 3                    | Італія               | 5      | 5      | 6      | 16      |
| 4                    | Росія                | 4      | 7      | 4      | 15      |
| 5                    | Швеція               | 4      | 5      | 3      | 12      |
| 6                    | КНР                  | 4      | 1      | 2      | 7       |
| 7                    | Нідерланди           | 2      | 3      | 3      | 8       |
| 8                    | Гонконг              | 2      | 0      | 1      | 3       |
| 9                    | Ізраїль              | 2      | 0      | 0      | 2       |
| 9                    | Японія               | 2      | 0      | 0      | 2       |
| 11                   | Німеччина            | 1      | 1      | 1      | 3       |
| 12                   | Бразилія             | 1      | 0      | 2      | 3       |
| 13                   | Велика Британія      | 1      | 0      | 1      | 2       |
| 13                   | Польща               | 1      | 0      | 1      | 2       |
| 15                   | Австрія              | 1      | 0      | 0      | 1       |
| 15                   | Білорусь             | 1      | 0      | 0      | 1       |
| 15                   | Південна Корея       | 1      | 0      | 0      | 1       |
| 18                   | Ірландія             | 0      | 1      | 1      | 2       |
| 18                   | Литва                | 0      | 1      | 1      | 2       |
| 18                   | ПАР                  | 0      | 1      | 1      | 2       |
| 18                   | Швейцарія            | 0      | 1      | 1      | 2       |
| 22                   | Норвегія             | 0      | 1      | 0      | 1       |
| 22                   | Тринідад і Тобаго    | 0      | 1      | 0      | 1       |
| 22                   | Туніс                | 0      | 1      | 0      | 1       |
| 22                   | Франція              | 0      | 1      | 0      | 1       |
| 26                   | Боснія і Герцеговина | 0      | 0      | 1      | 1       |
| 26                   | Румунія              | 0      | 0      | 1      | 1       |
| 26                   | Україна              | 0      | 0      | 1      | 1       |
| Загалом (28 збірних) | Загалом (28 збірних) | 48     | 45     | 45     | 138     |

## Результати

### Чоловіки
| Дисципліна             | Золото | Золото      | Срібло | Срібло           | Бронза | Бронза           |
| ---------------------- | --- | ----------- | --- | ---------------- | --- | ---------------- |
| 50 м вільним стилем    | Бенджамін Прауд Велика Британія | 20.45       | Раян Гелд США | 20.70            | Джошуа Льєндо Канада | 20.76            |
| 100 м вільним стилем   | Алессандро Мірессі Італія | 45.57       | Раян Гелд США | 45.63            | Джошуа Льєндо Канада | 45.82            |
| 200 м вільним стилем   | Хван Сун Ву Південна Корея | 1:41.60     | Олександр Щьогольов | 1:41.63          | Данас Рапшис Литва | 1:41.73          |
| 400 м вільним стилем   | Фелікс Аубек Австрія | 3:35.90     | Данас Рапшис Литва | 3:36.23          | Антоніо Дьякович Швейцарія | 3:36.83          |
| 1500 м вільним стилем  | Флоріан Веллброк Німеччина | 14:06.88 WR | Ахмед Аюб Хафнауї Туніс | 14:10.94 AF      | Михайло Романчук Україна | 14:11.47         |
|                        | |             | |                  | |                  |
| 50 м на спині          | Климент Колесников | 22.66       | Крістіан Дінер НімеччинаЛоренцо Мора Італія | 22.90            | Не нагороджували | Не нагороджували |
| 100 м на спині         | Шейн Касас США | 49.23       | Климент Колесников | 49.46            | Роберт Глінце Румунія | 49.60            |
| 200 м на спині         | Радослав Кавенцький Польща | 1:48.68     | Шейн Касас США | 1:48.81          | Крістіан Дінер Німеччина | 1:48.97          |
|                        | |             | |                  | |                  |
| 50 м брасом            | Нік Фінк США | 25.53 AM    | Ніколо Мартіненьї Італія | 25.55            | Жоан Гомес Жуніор Бразилія | 25.80            |
| 100 м брасом           | Ілля Шиманович Білорусь | 55.70 CR    | Ніколо Мартіненьї Італія | 55.80            | Нік Фінк США | 55.87            |
| 200 м брасом           | Нік Фінк США | 2:02.28     | Арно Каммінга Нідерланди | 2:02.42          | Вілл Лікон США | 2:02.84          |
|                        | |             | |                  | |                  |
| 50 м батерфляєм        | Ніколас Сантуш Бразилія | 21.93       | Ділан Картер Тринідад і Тобаго | 21.98            | Маттео Ріволта Італія | 22.02            |
| 100 м батерфляєм       | Маттео Ріволта Італія | 48.87       | Чад ле Клос ПАР | 49.04            | Андрій Мінаков | 49.21            |
| 200 м батерфляєм       | Альберто Радзетті Італія | 1:49.06     | Ное Понті Швейцарія | 1:49.81          | Чад ле Клос ПАР | 1:49.84          |
|                        | |             | |                  | |                  |
| 100 м комплексом       | Климент Колесников | 51.09       | Томое Гвас Норвегія | 51.35            | Томас Чеккон Італія | 51.40            |
| 200 м комплексом       | Дайя Сето Японія | 1:51.15     | Карсон Фостер США | 1:51.35          | Альберто Радзетті Італія | 1:51.54          |
| 400 м комплексом       | Дайя Сето Японія | 3:56.26     | Ілля Бородін | 3:56.47 ER, WJ   | Карсон Фостер США | 3:57.99          |
|                        | |             | |                  | |                  |
| 4×50 м вільним стилем  | Італія Леонардо Дельпано (21.37) Лоренцо Дзадзері (20.42) Мануель Фріго (21.21) Алессандро Мірессі (20.61) | 1:23.61     | Росія Андрій Мінаков (21.14) Володимир Морозов (20.61) Владислав Гриньов (20.72) Олександр Щьогольов (21.28) Даниїл Марков[a]                           | 1:23.75          | Нідерланди Єссе Пютс (21.30) Стан Пейненбург (20.91) Кензо Сімонс (21.16) Том Де Бур (20.41) Томас Верхоевен[a]                                                                             | 1:23.78          |
| 4×100 м вільним стилем | Росія Климент Колесников (46.44) Андрій Мінаков (45.61) Владислав Гриньов (45.87) Олександр Щьогольов (45.53) Володимир Морозов[a] Даниїл Марков[a] | 3:03.45     | Італія Алессандро Мірессі (46.12) Томас Чеккон (45.71) Леонардо Дельпано (45.98) Лоренцо Дзадзері (45.80) Мануель Фріго[a]                              | 3:03.61          | США Раян Гелд (45.75) Гантер Тапп (46.78) Шейн Касас (46.50) Зак Еппл (46.39) Том Шілдс[a]                                                                                                  | 3:05.42          |
| 4×200 м вільним стилем | США Кіаран Сміт (1:41.79) Трентон Джуліан (1:41.35) Карсон Фостер (1:41.65) Раян Гелд (1:42.21) Гантер Тапп[a] Зак Гартінґ[a] | 6:47.00     | Росія Владислав Гриньов (1:43.18) Олександр Щьогольов (1:40.86) Михайло Вековищев (1:42.16) Іван Гірьов (1:42.92) Микола Снегірьов[a] Даниїл Шаталов[a] | 6:49.12          | Бразилія Фернандо Шеффер (1:42.51) Муріло Сарторі (1:42.07) Кейке Алвес (1:43.15) Брено Коррея (1:41.87) Леонардо Коельйо Сантос[a]                                                         | 6:49.60          |
| 4×50 м комплексом      | Росія Климент Колесников (22.76) Кирил Стрельніков (25.62) Андрій Мінаков (21.76) Володимир Морозов (20.37) Павло Самусенко[a] Андрій Миколаєв[a] Олег Костін[a] Олександр Щьогольов[a] США Шейн Касас (23.11) Нік Фінк (25.13) Том Шілдс (21.75) Раян Гелд (20.52) Вілл Лікон[a] Трентон Джуліан[a] Зак Еппл[a] | 1:30.51 =CR | Не нагороджували | Не нагороджували | Італія Лоренцо Мора (23.24) Ніколо Мартіненьї (25.30) Маттео Ріволта (21.95) Лоренцо Дзадзері (20.29) Мікеле Ламберті[a] Томас Чеккон[a]                                                    | 1:30.78          |
| 4×100 м комплексом     | Італія Лоренцо Мора (50.34) Ніколо Мартіненьї (55.94) Маттео Ріволта (48.43) Алессандро Мірессі (45.05) Томас Чеккон[a] Альберто Радзетті[a] Лоренцо Дзадзері[a] | 3:19.76 CR  | США Шейн Касас (50.44) Нік Фінк (55.27) Трентон Джуліан (49.36) Раян Гелд (45.43) Гантер Тапп[a] Вілл Лікон[a] Зак Еппл[a]                              | 3:20.50          | Росія Климент Колесников (49.47) Даниїл Сем'янков (57.06) Андрій Мінаков (48.81) Олександр Щьогольов (45.31) Павло Самусенко[a] Олександр Жигалов[a] Роман Шевляков[a] Владислав Гриньов[a] | 3:20.65          |

a  Плавці, що взяли участь лише в попередніх запливах і одержали медалі.

### Жінки
| Event                  | Золото | Золото      | Срібло | Срібло           | Бронза | Бронза     |
| ---------------------- | --- | ----------- | --- | ---------------- | --- | ---------- |
| 50 м вільним стилем    | Сара Шестрем Швеція | 23.08 CR    | Раномі Кромовідьойо Нідерланди | 23.31            | Катажина Васік Польща | 23.40      |
| 100 м вільним стилем   | Шівон Хогі Гонконг | 50.98 CR    | Сара Шестрем Швеція | 51.31            | Еббі Вейтцейл США | 51.64      |
| 200 м вільним стилем   | Шівон Хогі Гонконг | 1:50.31 WR  | Ребекка Сміт Канада | 1:52.24          | Пейдж Мадден США | 1:53.01    |
| 400 м вільним стилем   | Лі Бінцзє КНР | 3:55.83     | Саммер Макінтош Канада | 3:57.87          | Шівон Хогі Гонконг | 3:58.12    |
| 800 м вільним стилем   | Лі Бінцзє КНР | 8:02.90 CR  | Анастасія Кирпичникова | 8:06.44          | Сімона Квадарелла Італія | 8:07.99    |
|                        | |             | |                  | |            |
| 50 м на спині          | Меґґі Мак-Ніл Канада | 25.27 WR    | Кайлі Масс Канада | 25.62            | Луїс Ганссон Швеція | 25.86      |
| 100 м на спині         | Луїс Ганссон Швеція | 55.20       | Кайлі Масс Канада | 55.22            | Кетрін Беркофф США | 55.40      |
| 200 м на спині         | Раян Вайт США | 2:01.58     | Кайлі Масс Канада | 2:02.07          | Ізабелль Стадден США | 2:02.20    |
|                        | |             | |                  | |            |
| 50 м брасом            | Анастасія Горбенко Ізраїль | 29.34       | Бенедетта Пілато Італія | 29.50            | Софі Ханссон Швеція | 29.55      |
| 100 м брасом           | Тан Цяньтін КНР | 1:03.47 AS  | Софі Ханссон Швеція | 1:03.50          | Мона Макшеррі Ірландія | 1:03.92    |
| 200 м брасом           | Емілі Ескобедо США | 2:17.85     | Євгенія Чикунова | 2:17.88          | Моллі Реншов Велика Британія | 2:17.96    |
|                        | |             | |                  | |            |
| 50 м батерфляєм        | Раномі Кромовідьойо Нідерланди | 24.44 CR    | Сара Шестрем Швеція | 24.51            | Клер Курзан США | 24.55 WJ   |
| 100 м батерфляєм       | Меґґі Мак-Ніл Канада | 55.04       | Луїс Ганссон Швеція | 55.10            | Клер Курзан США | 55.39 WJ   |
| 200 м батерфляєм       | Чжан Юйфей КНР | 2:03.01     | Шарлотт Гук США | 2:04.35          | Лана Пудар Боснія і Герцеговина | 2:04.88    |
|                        | |             | |                  | |            |
| 100 м комплексом       | Анастасія Горбенко Ізраїль | 57.80       | Беріль Гастальделло Франція | 57.96            | Марія Каменєва | 58.15      |
| 200 м комплексом       | Сідні Пікрем Канада | 2:04.29     | Юй Їтін КНР | 2:04.48 =WJ      | Кейт Дуглас США | 2:04.68    |
| 400 м комплексом       | Тесса Чеплуча Канада | 4:25.55     | Еллен Волш Ірландія | 4:26.52          | Мелані Маргаліс США | 4:26.63    |
|                        | |             | |                  | |            |
| 4×50 м вільним стилем  | США Еббі Вейтцейл (23.59) Клер Курзан (23.40) Кетрін Беркофф (23.81) Кейт Дуглас (23.42) Торрі Гаск[b] | 1:34.22     | Швеція Сара Шестрем (23.33) Мішель Колеман (23.38) Сара Юневік (24.02) Луїс Ганссон (23.81) Ханна Росволл[b]                              | 1:34.54          | Нідерланди Кім Буш (24.29) Маайке де-Ваард (23.71) Кіра Туссен (24.01) Раномі Кромовідьойо (22.88) Марріт Стінберген[b] Тесса Джіеле[b] | 1:34.89    |
| 4×100 м вільним стилем | США Кейт Дуглас (52.39) Клер Курзан (52.25) Кетрін Беркофф (52.38) Еббі Вейтцейл (51.50) Торрі Гаск[b] Канада Кайла Санчес (51.73) Меґґі Мак-Ніл (52.07) Ребекка Сміт (52.11) Кетрін Савард (52.61) Бейлі Ендісон[b] | 3:28.52     | Не нагороджували | Не нагороджували | Швеція Сара Шестрем (51.45) Мішель Колеман (52.06) Софі Ханссон (53.41) Луїс Ганссон (51.88) Сара Юневік[b]                             | 3:28.80    |
| 4×200 м вільним стилем | Канада Саммер Мккінтош (1:54.30) Кайла Санчес (1:52.97) Кетрін Савард (1:54.01) Ребекка Сміт (1:51.68) Тесса Чеплуча[b] Сідні Пікрем[b]                                                                              | 7:32.96 AM  | США Торрі Гаск (1:54.72) Еббі Вейтцейл (1:54.31) Мелані Маргаліс (1:54.83) Пейдж Мадден (1:52.67) Кетрін Беркофф[b] Емма Веянт[b]         | 7:36.53          | КНР Лі Бінцзє (1:53.42) Чен Юйцзє (1:54.91) Чжу Менхуей (1:55.73) Лю Ясінь (1:55.86)                                                    | 7:39.92    |
| 4×50 м комплексом      | Швеція Луїс Ганссон (25.91) Софі Ханссон (29.07) Сара Шестрем (23.96) Мішель Колеман (23.44) Ханна Росволл[b] Емеліє Фаст[b]                                                                                         | 1:42.38 =WR | США Раян Вайт (26.33) Лідія Джейкобі (29.62) Клер Курзан (24.56) Еббі Вейтцейл (23.10) Кетрін Беркофф[b] Емілі Ескобедо[b] Кейт Дуглас[b] | 1:43.61          | Нідерланди Кіра Туссен (26.08) Кім Буш (30.59) Маайке де-Ваард (24.51) Раномі Кромовідьойо (22.85) Тесса Джіеле[b]                      | 1:44.03    |
| 4×100 м комплексом     | Швеція Луїс Ганссон (56.25) Софі Ханссон (1:03.70) Сара Шестрем (54.65) Мішель Колеман (51.60) Ханна Росволл[b] Емеліє Фаст[b]                                                                                       | 3:46.20 ER  | Канада Кайлі Масс (55.76) Сідні Пікрем (1:04.97) Меґґі Мак-Ніл (55.30) Кайла Санчес (51.33) Кетрін Савард[b] Саммер Мккінтош[b]           | 3:47.36          | КНР Пен Сюйвей (57.12) Тан Цяньтін (1:03.25) Чжан Юйфей (54.93) Чен Юйцзє (52.11) Ван Летіан[b] Юй Їтін[b] Чжу Цзямін[b]                | 3:47.41 AS |

b  Плавці, що взяли участь лише в попередніх запливах і одержали медалі.

### Змішані
| Event                 | Золото | Золото     | Срібло | Срібло  | Бронза | Бронза  |
| --------------------- | --- | ---------- | --- | ------- | --- | ------- |
| 4×50 м вільним стилем | Канада Джошуа Льєндо (20.94) Юрі Кісіл (20.99) Кайла Санчес (23.51) Меґґі Мак-Ніл (23.11) Ребекка Сміт[c] Кетрін Савард[c]                       | 1:28.55    | Нідерланди Єссе Пютс (21.33) Том Де Бур (20.35) Раномі Кромовідьойо (22.97) Кіра Туссен (23.96) Кензо Сімонс[c]    | 1:28.61 | Росія Володимир Морозов (21.17) Андрій Мінаков (20.95) Марія Каменєва (23.17) Аріна Суркова (23.68) Даниїл Марков[c] Розалія Насретдінова[c]                       | 1:28.97 |
| 4×50 м комплексом     | Нідерланди Кіра Туссен (26.21) Арно Каммінга (25.40) Раномі Кромовідьойо (24.36) Том Де Бур (20.23) Тесса Джіеле[c] Нілс Корстаньє[c] Кім Буш[c] | 1:36.20 CR | США Шейн Касас (23.16) Нік Фінк (25.82) Клер Курзан (24.85) Еббі Вейтцейл (23.21) Кейт Дуглас[c] Кетрін Беркофф[c] | 1:37.04 | Італія Лоренцо Мора (23.28) Ніколо Мартіненьї (25.60) Елена Ді Ліддо (24.91) Сільвія ді П'єтро (23.50) Мікеле Ламберті[c] Бенедетта Пілато[c] Леонардо Дельпано[c] | 1:37.29 |

c  Плавці, що взяли участь лише в попередніх запливах і одержали медалі.

## Виступ українських спортсменів
Чоловіки
| Спортсмен                                   | Дисципліна            | Попередній заплив | Попередній заплив | Півфінал        | Півфінал        | Фінал           | Фінал           |
| Спортсмен                                   | Дисципліна            | Час               | Місце             | Час             | Місце           | Час             | Місце           |
| ------------------------------------------- | --------------------- | ----------------- | ----------------- | --------------- | --------------- | --------------- | --------------- |
| Владислав Бухов Київ                        | 50 м вільним стилем   | 21.59             | 19                | Завершив виступ | Завершив виступ | Завершив виступ | Завершив виступ |
| Сергій Шевцов Запорізька область            | 100 м вільним стилем  | 48.77             | 39                | Завершив виступ | Завершив виступ | Завершив виступ | Завершив виступ |
| Михайло Романчук Рівненська область         | 1500 м вільним стилем | 14:24.76          | 1 Q               | Н/Д             | Н/Д             | 14:11.47        | 3               |
| Олександр Желтяков Дніпропетровська область | 50 метрів на спині    | 24.82             | 34                | Завершив виступ | Завершив виступ | Завершив виступ | Завершив виступ |
| Олександр Желтяков Дніпропетровська область | 100 метрів на спині   | 53.90             | 37                | Завершив виступ | Завершив виступ | Завершив виступ | Завершив виступ |
| Вадим Науменко Одеська область              | 200 метрів на спині   | 1:56.02           | 25                | Завершив виступ | Завершив виступ | Завершив виступ | Завершив виступ |
| Вадим Науменко Одеська область              | 200 метрів комплексом | 1:57.61           | 22                | Завершив виступ | Завершив виступ | Завершив виступ | Завершив виступ |
| Ростислав Крижанівський Київська область    | 50 метрів брасом      | 26.89             | 18                | Завершив виступ | Завершив виступ | Завершив виступ | Завершив виступ |
| Володимир Лісовець Київська область         | 100 м брасом          | 59.25             | 27                | Завершив виступ | Завершив виступ | Завершив виступ | Завершив виступ |
| Максим Ткачук Волинська область             | 200 м брасом          | 2:07.62           | 19                | Завершив виступ | Завершив виступ | Завершив виступ | Завершив виступ |
| Денис Кесіль Дніпропетровська область       | 100 м батерфляєм      | 52.96             | 47                | Завершив виступ | Завершив виступ | Завершив виступ | Завершив виступ |
| Денис Кесіль Дніпропетровська область       | 200 м батерфляєм      | 1:55.70           | 20                | Завершив виступ | Завершив виступ | Завершив виступ | Завершив виступ |

Жінки
| Спортсмен          | Дисципліна     | Попередній заплив | Попередній заплив | Півфінал         | Півфінал         | Фінал            | Фінал            |
| Спортсмен          | Дисципліна     | Час               | Місце             | Час              | Місце            | Час              | Місце            |
| ------------------ | -------------- | ----------------- | ----------------- | ---------------- | ---------------- | ---------------- | ---------------- |
| Дарина Зевіна Київ | 50 м на спині  | 27.26             | 16 Q              | 27.20            | 16               | Завершила виступ | Завершила виступ |
| Дарина Зевіна Київ | 100 м на спині | 59.36             | 21                | Завершила виступ | Завершила виступ | Завершила виступ | Завершила виступ |
| Дарина Зевіна Київ | 200 м на спині | 2:05.36           | 8 Q               | Н/Д              | Н/Д              | 2:06.57          | 8                |